# رومن کلنتانو
رومن کلنتانو (انگلیسی: Roman Celentano؛ زادهٔ ۱۴ سپتامبر ۲۰۰۰) بازیکن فوتبال اهل ایالات متحده آمریکا است که در حال حاضر برای باشگاه فوتبال سینسیناتی بازی می‌کند. 
از باشگاه‌هایی که در آن بازی کرده است می‌توان به باشگاه فوتبال سینسیناتی اشاره کرد.